# 에버글래드짧은꼬리땃쥐
에버글래드짧은꼬리땃쥐(Blarina peninsulae)는 짧은꼬리땃쥐속에 속하는 땃쥐류의 일종이다. 미국 플로리다 주의 토착종이다. 꼬리 길이 12~26mm를 포함하여 전체 몸길이가 72~107mm이고 몸무게는 5~13g이다.